# NGC 7694
NGC 7694 (również PGC 71728) – galaktyka nieregularna (Im), znajdująca się w gwiazdozbiorze Ryb. Odkrył ją William Herschel 20 września 1784 roku.